# Pourlans
Pourlans est une commune française située dans le département de Saône-et-Loire, en région Bourgogne-Franche-Comté.

## Géographie
La commune possède une forêt de 700 hectares sur son territoire, il s'agit de la forêt domaniale et communale de Pourlans.
La seule rivière traversant la commune est la Sablonne (qui forme la limite avec Annoire).

### Climat
Pour des articles plus généraux, voir Climat de la Bourgogne-Franche-Comté et Climat de Saône-et-Loire.
En 2010, le climat de la commune est de type climat océanique dégradé des plaines du Centre et du Nord, selon une étude du Centre national de la recherche scientifique s'appuyant sur une série de données couvrant la période 1971-2000. En 2020, Météo-France publie une typologie des climats de la France métropolitaine dans laquelle la commune est exposée à un climat semi-continental et est dans la région climatique Bourgogne, vallée de la Saône, caractérisée par un bon ensoleillement (1 900 h/an), un été chaud (18,5 °C), un air sec au printemps et en été et des vents faibles.
Pour la période 1971-2000, la température annuelle moyenne est de 10,8 °C, avec une amplitude thermique annuelle de 17,7 °C. Le cumul annuel moyen de précipitations est de 888 mm, avec 11,3 jours de précipitations en janvier et 7,8 jours en juillet. Pour la période 1991-2020, la température moyenne annuelle observée sur la station météorologique de Météo-France la plus proche, « Pagny-le-chateau », sur la commune de Chamblanc à 10 km à vol d'oiseau, est de 11,7 °C et le cumul annuel moyen de précipitations est de 802,0 mm. 
La température maximale relevée sur cette station est de 39,6 °C, atteinte le 7 août 2003 ; la température minimale est de −17,8 °C, atteinte le 20 décembre 2009,,.
Les paramètres climatiques de la commune ont été estimés pour le milieu du siècle (2041-2070) selon différents scénarios d'émission de gaz à effet de serre à partir des nouvelles projections climatiques de référence DRIAS-2020. Ils sont consultables sur un site dédié publié par Météo-France en novembre 2022.

## Urbanisme

### Typologie
Au 1er janvier 2024, Pourlans est catégorisée commune rurale à habitat dispersé, selon la nouvelle grille communale de densité à sept niveaux définie par l'Insee en 2022.
Elle est située hors unité urbaine et hors attraction des villes,.

### Occupation des sols
L'occupation des sols de la commune, telle qu'elle ressort de la base de données européenne d’occupation biophysique des sols Corine Land Cover (CLC), est marquée par l'importance des territoires agricoles (51,9 % en 2018), une proportion identique à celle de 1990 (51,9 %). La répartition détaillée en 2018 est la suivante : terres arables (40,5 %), forêts (33,6 %), milieux à végétation arbustive et/ou herbacée (11,7 %), prairies (6 %), zones agricoles hétérogènes (5,4 %), zones urbanisées (2,8 %). L'évolution de l’occupation des sols de la commune et de ses infrastructures peut être observée sur les différentes représentations cartographiques du territoire : la carte de Cassini (XVIIIe siècle), la carte d'état-major (1820-1866) et les cartes ou photos aériennes de l'IGN pour la période actuelle (1950 à aujourd'hui).

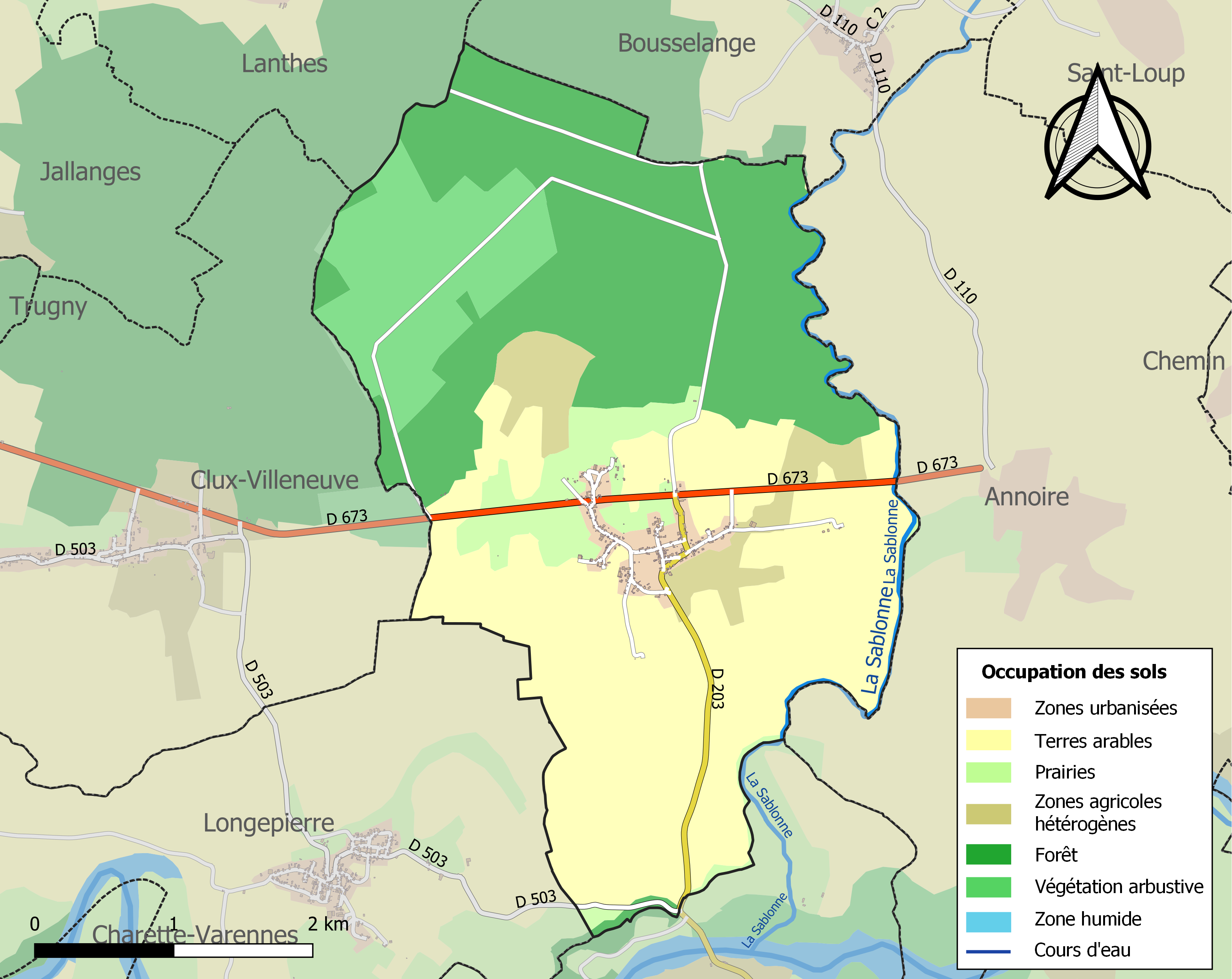
Carte des infrastructures et de l'occupation des sols de la commune en 2018 (CLC).

## Histoire
Jusqu'à la Révolution française, Pourlans, localité du département de Saône-et-Loire relevant depuis 1801 du diocèse d'Autun, dépendit du diocèse de Besançon.

## Toponymie
- Porlingus (787).

## Politique et administration
| Période                                  | Période   | Identité   | Étiquette | Qualité |
| ---------------------------------------- | --------- | ---------- | --------- | ------- |
| mars 1983                                | mars 2014 | Guy Naulot |           |         |
| mars 2014                                | en cours  | Rémy Gay   |           |         |
| Les données manquantes sont à compléter. |           |            |           |         |

## Démographie
L'évolution du nombre d'habitants est connue à travers les recensements de la population effectués dans la commune depuis 1793. Pour les communes de moins de 10 000 habitants, une enquête de recensement portant sur toute la population est réalisée tous les cinq ans, les populations de référence des années intermédiaires étant quant à elles estimées par interpolation ou extrapolation. Pour la commune, le premier recensement exhaustif entrant dans le cadre du nouveau dispositif a été réalisé en 2005.

En 2022, la commune comptait 220 habitants, en évolution de +7,32 % par rapport à 2016 (Saône-et-Loire : −1,06 %, France hors Mayotte : +2,11 %).
| 1793 | 1800 | 1806 | 1821 | 1831 | 1836 | 1841 | 1846 | 1851 |
| ---- | ---- | ---- | ---- | ---- | ---- | ---- | ---- | ---- |
| 515  | 640  | 699  | 648  | 690  | 677  | 687  | 666  | 600  |

| 1856 | 1861 | 1866 | 1872 | 1876 | 1881 | 1886 | 1891 | 1896 |
| ---- | ---- | ---- | ---- | ---- | ---- | ---- | ---- | ---- |
| 578  | 567  | 555  | 528  | 531  | 487  | 507  | 480  | 448  |

| 1901 | 1906 | 1911 | 1921 | 1926 | 1931 | 1936 | 1946 | 1954 |
| ---- | ---- | ---- | ---- | ---- | ---- | ---- | ---- | ---- |
| 485  | 432  | 436  | 350  | 319  | 311  | 296  | 295  | 289  |

| 1962 | 1968 | 1975 | 1982 | 1990 | 1999 | 2005 | 2006 | 2010 |
| ---- | ---- | ---- | ---- | ---- | ---- | ---- | ---- | ---- |
| 282  | 244  | 237  | 194  | 175  | 182  | 205  | 206  | 204  |

| 2015 | 2020 | 2022 | - | - | - | - | - | - |
| ---- | ---- | ---- | - | - | - | - | - | - |
| 202  | 218  | 220  | - | - | - | - | - | - |

## Lieux et monuments
Parmi les principaux lieux et monuments de Pourlans figurent :
- l'église Saint-Jean-Baptiste, qui remonte à l’époque gothique (le chœur et le clocher datent du XIVe siècle, mais l’église n’est cependant attestée qu’en 1540)[18] ;
- une croix de 1726 se dressant devant le porche de l'église, ancienne croix du cimetière, restaurée en 1835 (sur le socle est gravée l'inscription Crux et dabit ista salutem signifiant « Voici la croix qui apportera le salut » ainsi que la date 1726).

## Personnalités liées à la commune
Parmi les personnalités attachées à l'histoire de Pourlans figure :
- le peintre Camille Bouchet, né en 1799 à Dijon et décédé le 27 octobre 1890 à Pourlans, âgé de 91 ans. Élève de l’École des Beaux-Arts de Dijon, il fut ami d'Alphonse de Lamartine et de François Rude, avec qui il voyagea en Italie en 1841. Quatre de ses tableaux décorent la nef de l'église de Pourlans (une Résurrection de la fille de Jaïre, un Saint Sébastien, un Saint Jean l’Évangéliste et une Vierge à l'Enfant[19]), œuvres que la Commission régionale du patrimoine et de l’architecture a protégées au titre des Monuments historiques en 2021[20].

## Pour approfondir